# Махадхаммараза Дипади
Маха Дхаммараза Дипати (бирм. မဟာ ဓမ္မရာဇာ ဓိပတိ; 29 марта 1714 — 13 октября 1754) — последний король династии Таунгу в Бирме (Мьянме) с 1733 по 1752 год. Молодой король унаследовал королевство, уже находящееся в тяжелом упадке, и его неопытность только ускорила этот упадок, что в конечном итоге привело к концу дома Таунгу и краху королевства за его 18-летнее правление.

## Ранняя жизнь
Сын Танинганвая Мина (1689—1733), короля Мьянмы из династии Таунгу (1714—1733), и его главной жены, Тхири Маха Мингалы Деви. Он был пятым ребенком и четвертым сыном этой пары. Он получил во владение феод Сингу в молодости. Он стал предполагаемым наследником, потому что все три старших брата умерли молодыми. Он был объявлен наследником 6 мая 1727 года.

## Правление
Через пять лет после начала его правления войска княжества Манипур вторглись в северные бирманские провинции и разграбили их. Бирманцы не смогли отразить их вторжения.
С тех пор как в 1635 году король Тхалун перенес столицу из Пегу в Аву, Пегу стал центром возрождения монархии и восстания. Бирманские губернаторы были ненавидимы населением из-за тяжелых коррумпированных налогов. Воспользовавшись слабостью королевской власти после вторжения Манипура, бирманский губернатор восстал и провозгласил себя королем Пегу в 1740 году. Моны, не желая иметь бирманского короля в Пегу, подняли мятеж и убили нового короля. Затем Махадхаммараза Дипати назначил своего дядю новым губернатором Пегу.
Однако моны все еще не был удовлетворен и продолжал убивать бирманских чиновников в Пегу. Тогда король разгневался на монов и приказал устроить их резню в Пегу. Гве Шаны (те самые шаны, которые были взяты в плен из своих северных земель в Пегу королем Байиннауном в XVI веке) воспользовались этой возможностью, чтобы устроить собственное восстание. Шанские войска при поддержке монов заняли Пегу в 1740 году. Популярный монах шанского происхождения Смимтхо Буддакетти был провозглашен королем Пегу (1740—1747).
Поскольку Ава была в значительной степени отвлечена очередным вторжением Манипура. Армии Пегу вторглись в Проме и Аву, но потерпели неудачу. Они смогли захватить Таунгу. Тадо Минхаунг, вице-король Проме и брат Махадхаммаразы Дипати, выступил на юг и захватил Сириам, но вскоре был отброшен. В 1745 году Проме был окончательно захвачен монами. Моны снова безуспешно пытались захватить Аву.
В 1747 году Бинья Дала был провозглашен новым королем Пегу. Обе стороны были неспособны одолеть друг друга до 1751 года, когда наследный принц Пегу (брат Биньи Далы) повел войска Пегу в верхний Иравади и осадил Сикайн и Аву. Ава была взята монами 22 марта 1752 года. Махадхаммараза Дипати был взят в плен южнее Пегу. Он прожил еще два года, прежде чем был казнен в 1754 году по подозрению в мятеже.